# Eois indignaria
Eois indignaria är en fjärilsart som beskrevs av Walker 1863. Eois indignaria ingår i släktet Eois och familjen mätare. Inga underarter finns listade i Catalogue of Life.